# رابرت کر (دونده)
رابرت کر (انگلیسی: Robert Kerr; ۹ ژوئن ۱۸۸۲ – ۱۲ مهٔ ۱۹۶۳) دونده اهل کانادا بود.
از افتخارات وی میتوان به کسب مدال طلا دو ۲۰۰ متر و مدال برنر دو ۱۰۰ متر در بازی‌های المپیک تابستانی ۱۹۰۸ اشاره کرد.